# Angela Cartwright
Angela Margaret Cartwright (Cheshire, 9 de setembro de 1952) é uma atriz britânica nascida na Inglaterra, conhecida por sua participação na telessérie Lost in Space.

## Carreira
Seu primeiro papel no cinema foi aos três anos, como filha de Paul Newman no filme Somebody Up There Likes Me, em 1956, e no ano seguinte contracenou com Rock Hudson e Sidney Poitier em Something of Value (1957). Ainda na década de 1950 interpretou Linda Williams, filha adotiva de Danny Williams (Danny Thomas) na telessérie The Danny Thomas Show.
Na década seguinte, Angela retornaria à Europa para interpretar Brigitta von Trapp, em The Sound of Music (1965).
Até a década de 1980, participou de vários seriados de televisão, mas nenhum teve tanta repercussão quanto o papel de Penny Robinson, de Lost in Space, que começou a fazer aos 13 anos, também em 1965.
Em 1997 fez uma pequena participação no filme Perdidos no Espaço.
É irmã da atriz Veronica Cartwright.